# Bulbine haworthioides
Bulbine haworthioides — вид растений рода Бульбина (Bulbine), семейства Асфоделовые (Asphodelaceae), произрастающий на территории Капской провинции ЮАР.

## Название
Родовое латинское название Bulbine происходит от др.-греч. βολβός, (bolbós) — «луковица», имея в виду клубень в форме луковицы у многих представителей данного рода.
Видовой латинский эпитет haworthioides переводится как «хавортиевидная»; похожая на Хавортию (Haworthia).

## Описание
Bulbine haworthioides — бесстебельное растение, образующее одиночную розетку. Размеры луковицы составляют 3-4 см в диаметре и 1-1,5 см в высоту. Растение имеет продольно-полосатые листья с экстравагантной окантовкой по краям. Оно уникально своей декоративной листвой, схожей с Haworthiopsis venosa.
Клубни могут быть от светло-коричневого до желтовато-коричневого цвета. Они имеют разнообразные формы, от продолговатых до шаровидных, и содержат от 5 до 7 лопастей, почти круглых по форме. Верхняя и нижняя стороны клубней более плоские. Диаметр клубней составляет 1-2 см, а высота - 0,5-1,5 см. Они обычно находятся над поверхностью почвы.
Корни мясистые, имеют желтый цвет и покрыты волосками.
У растения есть 8-14 (или даже больше) плотных опадающих листьев, которые формируются в прикорневой розетке. Листья имеют линейно-ланцетную форму с раскидистым ростом. Длина листовой пластинки составляет 7-10 мм, а ширина - 2,5-3 мм. Верхняя сторона листьев плоская и имеет серо-зеленую окраску с продольными темно-зелеными полосами, а нижняя сторона выпуклая. Вертикальные края листьев покрыты белыми короткими волосками. Края второй половины листьев более прямые, чем у первой половины, и они почти соприкасаются друг с другом. Вершина листьев может быть как тупой, так и острой.
Соцветие одиночное, высотой до 15 см, содержащее около 10 цветков. Цветонос является жилистым. Прицветники имеют длину 1-3 мм и могут быть треугольными или ланцетными. Цветоножки имеют длину 8-2 мм.
Цветки имеют длину до 15 мм и находятся на расстоянии 0,5-10 мм друг от друга. Листочки околоцветника имеют звездчатую форму и становятся загнутыми. Наружные листочки околоцветника ланцетные и имеют длину 5-6 мм и ширину 1,2-2 мм, а внутренние листочки околоцветника — длину 6,5-7 мм и ширину 3-4 мм с тупым концом. Тычинки имеют длину 4-5 мм. Завязь продолговато-шаровидная и имеет диаметр 1-1,5 мм. Столбик цветка прямой, терете, желтый и имеет длину 4-6 мм.
Bulbine haworthioides цветет в конце весны и начале лета. Плоды растения имеют шаровидную форму и диаметр 3 мм. Семена имеют размер 1,5 мм и черноватую окраску.

## Таксономия
Bulbine haworthioides B.Nord., первое упоминание в Bot. Not. 117: 185 (1964).